# 단사렴
단사렴(段思廉, 1027년 ~ 1108년)은 1044년부터 양위한 1074년까지 대리국의 제19대 황제이다. 제2대 황제 단사영의 증손자이다. 1074년에 삭발 출가하여 본원대사(本源大師)이라는 법명을 쓰게 되었고, 82세 사망하였다. 시호는 효덕황제(孝德皇帝), 묘호는 세종(世宗) 또는 흥종(興宗)이다. 